# Platylabus pullus
Platylabus pullus là một loài tò vò trong họ Ichneumonidae.